# Austriacka teoria monopolu
W austriackiej szkole ekonomii funkcjonują trzy zasadnicze teorie monopolu – Ludwiga von Misesa, Israela Kirznera i Murraya N. Rothbarda. Różnią się one co do definicji, występowania i możliwego wpływu konsumentów.

## Teoria Misesa

### Główne założenia
Teoria monopolu Misesa kładzie główny nacisk na cenę monopolistyczną. Powstaje ona gdy sprzedawca ogranicza wielkość podaży (podnosząc przez to cenę dobra) poniżej poziomu równowagi rynkowej, zwiększając przy tym swój zysk. Cena monopolowa może wystąpić tylko wtedy, gdy w rozważanym zakresie cenowym krzywa popytu jest nieelastyczna (elastyczność cenowa popytu) i sprzedawca lub grupa sprzedawców (kartel) kontroluje całą podaż.
Sam monopol, w sensie kontroli nad całą podażą określonego dobra, o ile nie prowadzi do powstania ceny monopolowej, nie ma większego znaczenia dla analizy Misesa. Jednak istnienie monopolu jest głównym czynnikiem wymaganym, by mogła zaistnieć cena monopolistyczna.

### Wpływ monopolu na rynek
Powstanie ceny monopolowej jest jedyną sytuacją, gdy produkcja nastawiona na zysk różni się od produkcji na potrzeby konsumentów, sprzeciwiając się tym samym supremacji konsumentów (zjawisku występującym na rynku, w którym to konsumenci określają, co ma być produkowane i w jakiej ilości; producent chcący osiągnąć zysk musi przewidzieć i dostosować się do życzeń konsumentów inaczej szybko zbankrutuje), gdyż monopolista może produkować mniej, niż wynikałoby to z życzeń konsumentów i nie istnieje dla niego bodziec by zwiększyć produkcję i obniżyć cenę.

### Warunki występowania monopolu
Głównym powodem powstawania monopolów i cen monopolistycznych w teorii Misesa są specjalne przywileje nadawane przez państwo (np. licencje) lub inne działania państwa (np. cła ograniczające konkurencję). Na wolnym rynku powstanie monopolu jest bardzo ograniczone, gdyż wszelkie próby żądania ceny monopolistycznej, lub ograniczania podaży będą spotykały się z reakcją konkurencji i będą przez nią kompensowane. Istnieje jednak pewna ograniczona możliwość powstawania monopolów na wolnym rynku, takich jak monopol surowcowy, ograniczonego miejsca, czy geograficzny.

### Krytyka matematycznego podejścia do teorii monopolu
Mises zwraca uwagę na fakt, że monopolista nie wie, w jaki sposób zareagują konsumenci na zwiększenie się ceny, gdyż nie zna kształtu krzywej popytu. Dlatego też wszelkie równania stworzone przez ekonomistów matematycznych, przy założeniu o doskonałej informacji, są bezużyteczne i nie mają żadnego znaczenia w prawdziwym działaniu. Jedynym sposobem wyznaczenia optymalnej ceny monopolistycznej jest metoda prób i błędów, oparta na przewidywaniach popytu i informacjach z przeszłości; monopolista ma bowiem dostęp do wielkości popytu i podaży w poprzednich okresach (nie ma jednak dostępu do całych krzywych, tylko do poszczególnych punktów znajdujących się na nich).

## Krytyka teorii Misesa
Krytykę teorii Misesa przeprowadził Murray N. Rothbard, wykazując, że na wolnym rynku nie istnieje możliwość odróżnienia ceny monopolistycznej od ceny konkurencyjnej. Dodatkowo Dominick Armentano w eseju Krytyczny przegląd teorii monopolu zwraca uwagę na problem przy próbie obiektywnej definicji jednolitego zasobu surowca, gdyż takiego rozróżnienia może dokonać jedynie konsument.

## Teoria Kirznera
Teoria monopolu Kirznera opiera się bezpośrednio na jego teorii przedsiębiorczości, w której dzięki przedsiębiorczości – rozumianej jako zdolność do odkrywania braku koordynacji na rynku, której usunięcie przyniesie zysk – oraz dzięki konkurencji, rynek dąży do równowagi (stanu, w którym wszystkie działania rynkowe będą skoordynowane).

### Definicja
Monopol w definicji Kirznera, jest to kontrola nad całym bieżącym zasobem określonego surowca. Monopolistą jest ten, kto mając wyłączność na jakiś surowiec, uniemożliwia konkurencji wejście na rynek produkcji swojego dobra. W tym rozumieniu pojęcie monopolisty nie odnosi się do jedynego producenta danego dobra, który nie ma wyłączności na surowce potrzebne do jego wytworzenia (np. Microsoft nie jest monopolistą w definicji Kirznera, gdyż każdy ma dostęp do surowców potrzebnych do konkurowania z nim).

### Wpływ monopolu na rynek
Według teorii Kirznera monopolista staje się praktycznie niewrażliwy na działania konkurencyjne, jednakże chociaż rozpoczęcie danej działalności jest zablokowane z definicji (Kirzner podawał przykład: „bez dostępu do pomarańczy, produkcja soku jest zablokowana”), możliwe jest rozpoczęcie podobnej działalności (w podanym wyżej przykładzie, można rozpocząć produkcję soku malinowego), która ogranicza w pewnym stopniu wpływy monopolu.
Teoria Kirznera zakłada także, że występująca na rynku objętym monopolem surowcowym tendencja ku równowadze, skutkuje ustaleniem się wyższej ceny surowca niż konkurencyjna cena równowagi, a także do wyższej ceny produktu otrzymywanego z tego surowca – powstała w ten sposób nadwyżka może zostać wykorzystana poprzez wycofanie z rynku części surowca i podbicie ceny.
Kirzner zaznacza również, że z powodu niedoskonałej wiedzy może dojść do wypadku, kiedy jedynie monopolista, który przejmie cały surowiec, będzie dostrzegał możliwość jego wykorzystania. W tym wypadku nawet ograniczenie podaży produktu, by zwiększyć cenę, skutkuje poprawą alokacji zasobów na rynku – gdyby nie monopolista, surowiec nie zostałby użyty w ogóle.

### Warunki występowania monopolu
Teoria monopolu Kirznera bardzo mocno ogranicza możliwość występowania monopolu na wolnym rynku, a jeśli nawet taki by zaistniał, może zostać w każdej chwili złamany poprzez odkrycie nowych złóż danego surowca.

## Krytyka teorii Kirznera
Dominick Armentano zauważa trudność przy określeniu definicji „całego bieżącego zasobu surowca”. W przypadku określenia jej jako kontroli nad wszystkimi potwierdzonymi i pewnymi zasobami surowców, nie możemy a priori wykluczyć możliwości wejścia konkurencji, gdyż w każdej chwili może zostać odkryty nowy zasób surowca. Co więcej, teoria austriacka (na której opiera się Kirzner) bierze pod uwagę rozciągnięcie zjawisk rynkowych w czasie, przez co nie można stwierdzić czy potencjalni konkurenci są pozbawieni możliwości wejścia na rynek.
Ponadto całkowita kontrola nad podażą całego surowca, uczyniłaby racjonalną kalkulację ekonomiczną bardzo trudną, ponieważ nie istniałby rynek na ten surowiec. Monopolista w sensie Kirznera, nie mógłby ocenić, czy używa swoich zasobów w racjonalny sposób (zob. problem kalkulacji ekonomicznej).

## Teoria Rothbarda

### Definicja
Rothbard w swoich rozważaniach na temat monopolu wychodzi od trzech jego możliwych definicji funkcjonujących w ekonomii:
1. Wyłączny dostawca danego dobra.
2. Osiągnięcie ceny monopolistycznej.
3. Przywilej nadany przez państwo rezerwujący dany obszar produkcji dla szczególnej grupy lub jednostki.

Definicję pierwszą odrzuca jako niepraktyczną, gdyż kiedykolwiek produkty postrzegane są jako różne ich producenci i sprzedawcy stają się monopolistami – na przykład właściciel Empire State Building jest monopolistą w zakresie wynajmowania tam pomieszczeń, a lekarz Wiliams jest monopolistą w zakresie świadczonych przez siebie usług. Tylko konsumenci mogą stwierdzić, czy dwa oferowane towary są tym samym dobrem, czy dwoma różnymi dobrami, przy czym fizyczne właściwości produktu są tylko jedną z jego części składowych – cement kupowany od A może mieć inną wartość w oczach konsumentów (chociażby ze względu na jakość obsługi) niż taki sam cement (pod względem fizycznym) kupowany u B. Definicja ta jest bezużyteczna dla ekonomisty, gdyż zależy od tego, co potraktuje za dobro jednorodne – krawaty, krawaty w kropki, czy krawaty produkowane przez C, a takiego rozróżnienia mogą dokonać tylko konsumenci.
Definicję drugą odrzuca jako opartą na iluzji, wedle której mamy do czynienia z założeniem o istnieniu ceny konkurencyjnej, z którą możemy skonfrontować wyższą cenę monopolową, będącą wynikiem ograniczenia podaży. Producent musi zadecydować o wielkości produkcji i sprzedaży w okresie przyszłym, wielkość produkcji ustali na takim poziomie, by osiągnąć maksymalne dochody pieniężne (przy innych czynnikach nie zmienionych), opierając się na przewidywanym przez siebie kształcie przyszłej krzywej popytu – to znaczy, że będzie się starał, by powyżej punktu równowagi popyt był elastyczny. Działając w ten sposób, zdecyduje się na wyprodukowanie ilości S danego dobra. Zakładając, że prawidłowo określił krzywą popytu na dane dobro, punkt przecięcia prostej S i krzywej popytu wyznaczy cenę równowagi P. Pomijając trudność z oszacowaniem kształtu krzywej nie istnieje sposób by stwierdzić, czy cena P jest konkurencyjna, czy monopolistyczna – wiemy jedynie, że jest wolnorynkowa (to znaczy ustalona na podstawie dobrowolnych decyzji konsumentów i producentów). Nie możemy też stwierdzić, czy producent decydujący się ograniczyć produkcję w przyszłym okresie, nie przesuwa się z ceny subkonkurencyjnej do ceny konkurencyjnej, dlatego sam fakt ograniczenia produkcji nie może świadczyć o powstaniu ceny monopolistycznej.
Za właściwą Rothbard uznaje definicję trzecią, określającą monopol jako przywilej nadany przez państwo, rezerwujący dany obszar produkcji dla szczególnej grupy lub jednostki. Rothbard twierdzi, że teoria ceny monopolowej jest mylna, jeśli chodzi o wolny rynek, jednak ma pełne zastosowanie co do przywilejów monopolistycznych. Na wolnym rynku każda krzywa popytu, na której producent opiera swoje kalkulacje, jest elastyczna powyżej ceny wolnorynkowej; inaczej producent podniósłby cenę, by zwiększyć swój dochód. Nadanie przywileju monopolistycznego czyni krzywą popytu mniej elastyczną, gdyż konsumenci nie mogą kupować produktów od potencjalnych konkurentów monopolistów.

### Wpływ monopolu na rynek
Na wolnym rynku ustalona cena jest odzwierciedleniem dobrowolnych decyzji konsumentów i producentów. Monopolista na skrępowanym rynku, o ile krzywa popytu jest nieelastyczna powyżej ceny wolnorynkowej, może osiągnąć zysk monopolistyczny poprzez ustalenie ceny monopolistycznej, w wyniku czego tracą konsumenci mając mniej dóbr i płacąc za nie wyższą cenę. W wypadku gdy krzywa popytu jest elastyczna powyżej ceny wolnorynkowej, monopolista nie jest w stanie osiągnąć zysku monopolistycznego, jednak konsumenci i potencjalni konkurencji nadal będą poszkodowani (na przykład przez to, że potencjalnie konkurenci nie będą mogli wejść na rynek).
Nie można także podnieść zarzutu, że konsumenci w wypadku istnienia przywileju monopolistycznego, sami czynią swoją krzywą popytu nieelastyczną powyżej ceny wolnorynkowej, umożliwiając tym samym osiągnięcie zysku monopolistycznego. Tylko na wolnym rynku kształt krzywej popytu odzwierciedla dobrowolne decyzje konsumentów. Oparte na przemocy działanie rządu wprowadzające przywilej prowadzi do modyfikacji krzywych popytu konsumentów, gdyż jeśli chcąc zaspokoić swoje potrzeby zmuszeni są korzystać tylko z oferty monopolisty.

## Krytyka innych teorii monopolu przeprowadzona przez Rothbarda
Ważną częścią teorii monopolu Rothbarda jest krytyka innych funkcjonujących teorii monopolu i związanymi z nimi koncepcji (np. bariery wejścia), w tym obecnie funkcjonującej teorii konkurencji niedoskonałej.

### Krytyka teorii monopolu opartych na cenie monopolistycznej
Wykazanie niemożliwości odróżnienia ceny monopolistycznej od ceny konkurencyjnej prowadzi bezpośrednio, w teorii Rothbarda, do odrzucenia teorii monopolu opartych na cenie monopolistycznej.

### Bariery wejścia na wolnym rynku
Rothbard sprzeciwiał się koncepcji barier wejścia na rynek rozumianych w innej postaci niż przywileje państwowe.
W przypadku koncepcji bariery w postaci wymogu zgromadzenia dużego kapitału, by wejść w daną branżę (np. samochodową), Rothbard argumentuje, że wynika ona z niezrozumienia różnicy między wolnością a obfitością dóbr. Fakt, że każdy ma wolność, by wejść w taką strefę produkcji nie znaczy, że każdy jest w stanie to uczynić. Wolność w takim wypadku rozumiana jest jako brak barier prawnych uniemożliwiających podjęcie danej działalności, natomiast rzadkość zasobów nie jest defektem wolnego rynku, ale fundamentalną cechą rzeczywistego świata.
Innej koncepcji bariery wejścia na rynek w postaci monopolu naturalnego, który nie może podlegać konkurencji (użyteczność publiczna) Rothbard przeciwstawia się, argumentując, że nawet jeśli specyficzne warunki powodują, że w danej branży jest miejsce tylko na jedną firmę, nie ma to żadnego znaczenia. Nie istnieje bowiem możliwość odróżnienia ceny monopolistycznej od ceny konkurencyjnej. Co więcej, nie wypracowano takiej obiektywnej metody, która pozwalałaby odróżnić branżę klasyfikowaną jako użyteczność publiczna od innych.

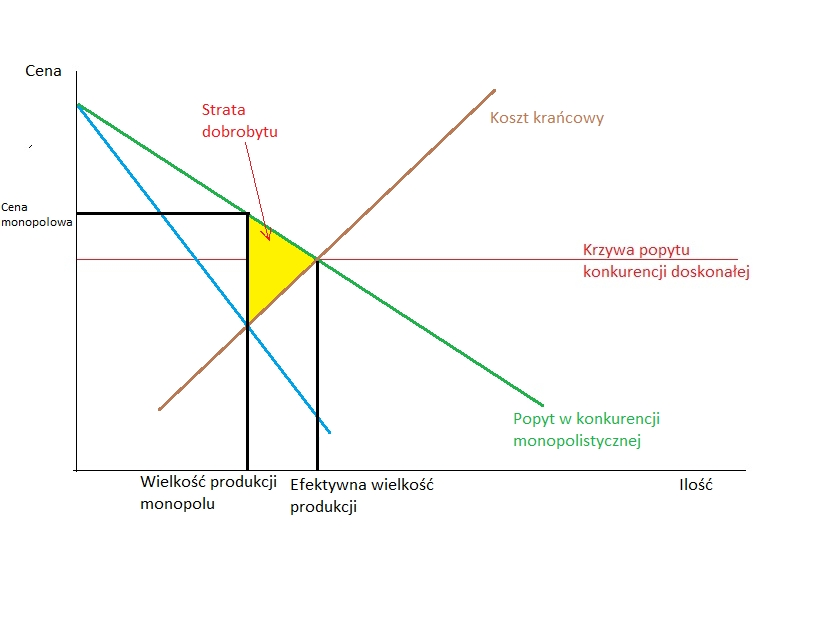

### Krytyka teorii konkurencji monopolistycznej (niedoskonałej)
Zasadniczo teoria konkurencji niedoskonałej opiera się na zaprezentowaniu pewnego idealnego stanu konkurencji doskonałej i przeciwstawieniu jej stanu konkurencji niedoskonałej. Konkurencja doskonała definiowana jest jako stan, w którym krzywa popytu na produkty każdej firmy jest doskonale elastyczna. W tym stanie żadna firma nie ma wpływu na kształtowanie się ceny, a każda wyprodukowana przez nią ilość produktu zostaje sprzedana, stąd cena produktu jest równa kosztowi krańcowemu. Natomiast konkurencja niedoskonała rozumiana jest jako stan, w którym krzywa popytu jest opadająca (wielkość podaży ma wpływ na cenę). W tym przypadku stan konkurencji doskonałej jest stanem pożądanym, gdyż, maksymalizuje on osiągany dobrobyt, natomiast konkurencja monopolistyczna prowadzi do utraty dobrobytu. Porównanie obrazuje wykres.
Pierwszym argumentem wytoczonym przez Rothbarda przeciwko teorii konkurencji monopolistycznej jest błąd przy określeniu stanu konkurencji doskonałej. Nie może istnieć krzywa popytu będąca na całej długości doskonale elastyczna. Omawiając zagregowaną krzywą popytu, stwierdzamy, że przy każdej hipotetycznej cenie konsumenci zdecydują się zakupić pewną ilość towaru. Jeśli wszyscy producenci będą chcieli sprzedać więcej, będą musieli obniżyć cenę. Nawet najmniejsza firma ma wkład w całkowitą podaż, przez co przyczynia się do spadku ceny. Krzywa popytu może być niemal doskonale elastyczna (choć nigdy doskonała nie będzie), co niszczy całą koncepcję konkurencji doskonałej. Nie występuje bowiem żadna różnica między firmą, której krzywa popytu jej produktu jest niemal doskonale elastyczna, a firmą z innej branży, w której popyt jest elastyczny. Całe rozumowanie zostaje zatem sprowadzone do problemu ceny monopolistycznej i elastyczności, bądź nieelastyczności krzywej.

### Paradoks nadmiaru mocy produkcyjnych

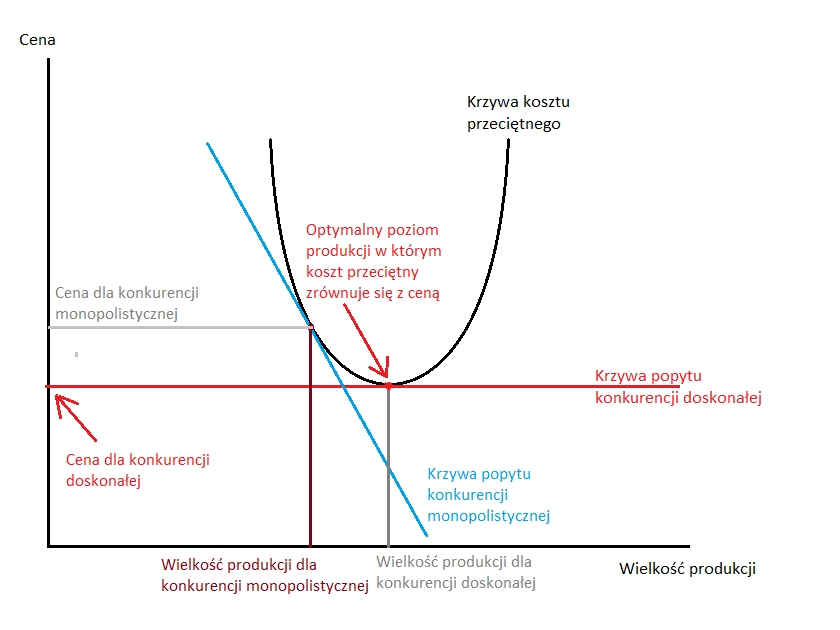

W założeniach konkurencji doskonałej firmy dostosowują wielkość produkcji w taki sposób, by krzywa kosztu przeciętnego była styczna do krzywej popytu w swoich minimum – to znaczy koszt przeciętny na jednostkę produktu był jak najmniejszy (punkt ten stanowi optymalny poziom produkcji). W przypadku konkurencji monopolistycznej, producent wybierze wielkość produkcji odpowiadającą punktowi styczności krzywej popytu z krzywą kosztu przeciętnego. Jak widać na wykresie 2 w takim przypadku cena jest wyższa niż dla konkurencji doskonałej, a produkcja mniejsza, do tego nie prowadzona po optymalnym – najniższym koszcie przeciętnym. Różnica pomiędzy wielkością produkcji w przypadku konkurencji monopolistycznej a optymalnym punktem najniższego kosztu przeciętnego będzie stanowiła niewykorzystane możliwości produkcyjne zakładu.
Rothbard przeciwstawia się tej analizie, argumentując, że krzywa kosztu przeciętnego w obu wypadkach nie byłaby taka sama, przez co nie możemy porównywać tych stanów. Przy próbie doprowadzenia do stanu konkurencji doskonałej, duża firma musiałaby zostać podzielona na mniejsze przez co koszty jednostkowe znacznie by wrosły (zob. korzyści skali).
Rothbard rozwija także argument Sir Roya Harroda (jednego z twórców teorii konkurencji monopolistycznej). Stwierdza on, że nie jest logiczne, by firma planując przyszłą produkcję, przewidując, że będzie musiała ograniczyć produkcję z wielkości X do wielkości X – Y, nie zaplanowała takiego ograniczenia wielkości zakładu i swoich możliwości produkcyjnych, by krzywa kosztu przeciętnego osiągała minimum w punkcie X – Y, tylko dalej utrzymała taki sam krzywej kosztu przeciętnego.
Co więcej, badania empiryczne wykazują, że krzywa kosztów przeciętnych jest znacznie bardziej płaska niż ukazują to wykresy w podręcznikach, dlatego różnica pomiędzy punktami, w którym przecina się krzywa popytu doskonałego i monopolistycznego z krzywą kosztu przeciętnego jest nieistotna.